# Варгашинский завод противопожарного и специального оборудования
АО «Варгашинский завод противопожарного и специального оборудования» (Варгашинский завод ППСО) — завод в посёлке Варгаши (Курганская область), специализирующийся на производстве и ремонте противопожарной техники.

## История
27 августа 1941 года Новоторжокский завод противопожарного оборудования начал эвакуацию из г. Торжка и был размещён на территории бывшей машинотракторной станции в посёлке Варгаши. Вместе с заводом эвакуировалось 209 рабочих, ИТР, служащих, а также их семьи. В декабре 1941 года начал выпуск продукции. Серьёзную лепту внёс завод в победу СССР в Великой Отечественной войне, выпуская корпуса авиационных бомб. При плановом суточном задании в 150 штук предприятие давало по 200 корпусов.
В 1944 году принято постановление Государственного Комитета обороны СССР «О восстановлении производства средств пожаротушения».
Первым опытным образцом пожарной автоцистерны Варгашинского завода противопожарного оборудования стала марка ПМЗ-7 на базе ЗИС-5. Уже к концу войны был освоен серийный выпуск этой техники.

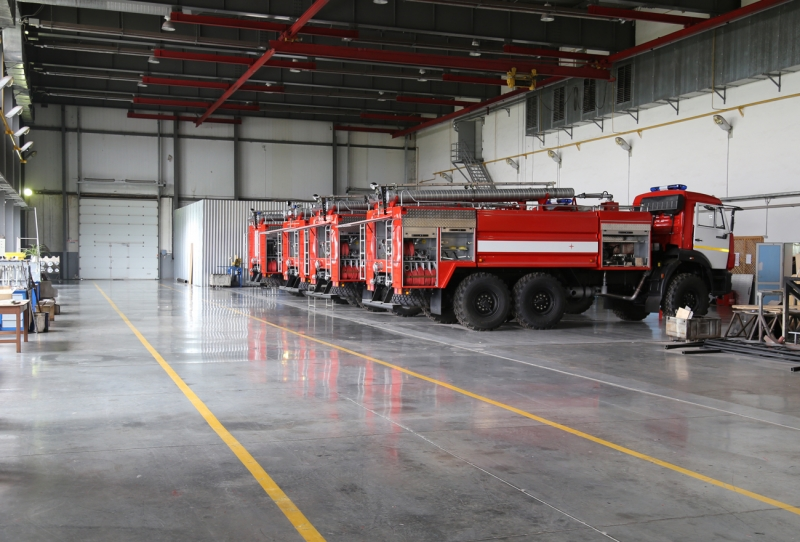
Сборочный цех

В 1946 году в Министерстве машиностроения СССР образован Союзный главк — Главное управление по производству противопожарного оборудования. В 1947 году Специальное проектно-конструкторское бюро разработало пожарную автоцистерну ПМЗ-8, выпускавшуюся до 1950 года.
В 1950-е началось расширение производственных площадей, оснащение цехов новым оборудованием. С 1957 года наряду с пожарными автоцистернами завод выпускает автомолоковозы, автоспитовозы, водовозы и рыбовозы.
Уже в 1960-е варгашинские автомашины, изготовленные на шасси Горьковского и Ульяновского автозаводов, колесили по всей стране. Это были автоцистерны для перевозки спирта, молока, воды, живой рыбы, а также пожарные машины ПМГ-19, АЦУ-20, ПМГ-20. Общий выпуск 1600 машин в год.
На 1970-е пришёлся подъём жизнедеятельности предприятия. Пожарные машины выпускались в количестве 7 наименований, техника завода принимала участие в международных выставках.
В 1980-е годы завод выпускал 10 наименований пожарных машин и товары народного потребления: жаровни-утятницы, хлебницы, доски разделочные, рейку отделочную деревянную, крышки для консервирования, тяпки, мотыги, детский автомобиль-игрушку.
Осуществлялась поставка машин на внешний рынок — в 18 стран: ГДР, Японию, Турцию, ОАР (Сирия), КНДР, Китай, Финляндию, Болгарию, Афганистан, Индонезию, Мали, Гану, Йемен и др. страны.
В 1990 году заводом было выпущено 2565 пожарных машин, в 1991 году — 2016.
В июне 1995 года приказом Главного управления материально-технического и военного снабжения МВД, проведена реорганизация двух предприятий (Варгашинский завод противопожарного оборудования и Специализированное ремонтное предприятие № 4) в одно — Варгашинский завод противопожарного и специального оборудования.
В 1996 году освоен выпуск пожарной двухкабинной автоцистерны 6ВР на базе ЗиЛ-131Н.
22 июля 1998 года Курганский арбитражный суд ввёл на Варгашинском заводе противопожарного и специального оборудования НПО «Спецтехника» МВД России процедуру банкротства — внешнее управление. Внешним управляющим назначен Владимир Николаевич Казаков.
В апреле 2000 года решением Министерства внутренних дел Казаков В. Н. назначен на должность директора ФГУП «Варгашинский завод ППСО» МВД РФ.
В 2003 году было завершено строительство цеха электрохимических покрытий общей площадью 930 м², который в том же году был сдан в эксплуатацию.

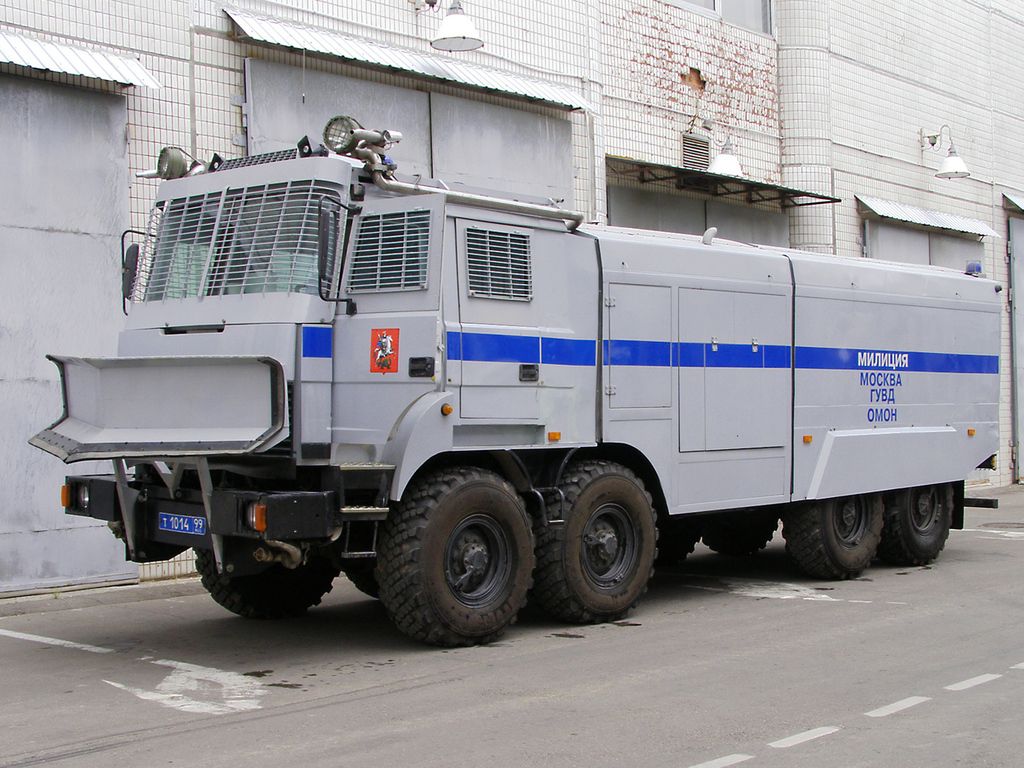
Бронированный водомётный спецавтомобиль «Лавина-Ураган»

20 сентября 2004 года ФГУП «Варгашинский завод противопожарного и специального оборудования» преобразован в ОАО «Варгашинский завод противопожарного и специального оборудования», Казаков В. Н. — генеральный директор.
Первый опытный образец бронированного водомётного спецавтомобиля «Лавина-Ураган» был собран в 2005 году на шасси Урал-532365, принят на вооружение МВД России в 2006 году.
В феврале 2016 года Арбитражный суд Курганской области ввел в отношении ОАО «Варгашинский завод противопожарного и специального оборудования» (ППСО) процедуру временного наблюдения, тем самым суд удовлетворил заявление ООО «Темир-Текс», которое в мае 2015 года подало заявление, требуя признать завод банкротом и признать обоснованной его задолженность в размере более 12,6 млн рублей.
30 июня 2016 года 100 % акций Варгашинского завода противопожарного и специального оборудования, принадлежавшие Росимуществу, были проданы частному лицу — Владимиру Ивановичу Воронянскому. Сумма сделки составила 96 250 000 рублей.
В августе 2016 года новый собственник предложил Владимиру Николаевичу Казакову вернуться на завод на должность генерального директора. Предложение Казаковым было принято.

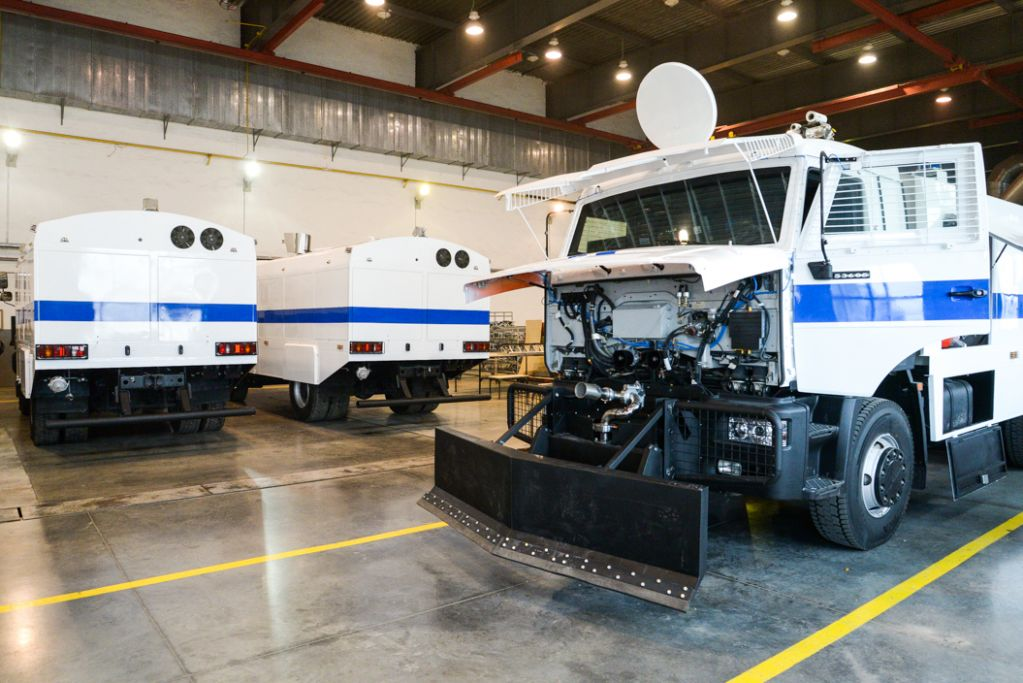
Спецавтомобиль «Шторм»

К сентябрю 2016 года на погашение кредиторской задолженности и развитие предприятия было направлено свыше 400 млн рублей.
16 августа 2016 года состоялось заседание Арбитражного суда, в ходе которого по ходатайству собственника рассматривался иск об отмене процедуры банкротства. Решением суда процедура банкротства на заводе была отменена.
По заказу МВД на Варгашинском заводе ППСО были разработаны специальные автомобили под названием «Шторм», задачей которых будет охрана общественного порядка на Чемпионате мира по футболу 2018 года. Автомобиль успешно прошел весь цикл испытаний. В конце апреля 2017 года четырнадцать спецмашин были изготовлены по государственному заказу для подразделения Министерства внутренних дел.

В 2016 году российский тяжёлый авианесущий крейсер «Адмирал Флота Советского Союза Кузнецов» был оснащён пожарными машинами, произведёнными на Варгашинском заводе ППСО. Накануне похода авианосца в Сирию на него были поставлены тяжёлые пожарные машины АЦ-8,0-40, способные оперативно потушить любое возгорание на полётной палубе. Эксперты отмечают, что применение на борту авианосца полноценной пожарной машины — оригинальное решение российских моряков, их использование на авианосцах признано более эффективным, чем создание палубных систем пожаротушения.

## Коллектив
Число сотрудников составляло:
- Начало 1950-х годов — 440 чел
- 1960 год — 684 чел.
- 1970 год — 800 чел.
- 1980 год — 914 чел.
- 1985 год — 847 чел.
- 1990 год — 745 чел.
- 1991 год — 685 чел.
- 1995 год — 565 чел.
- 1997 год — 450 чел.
- 1999 год — 490 чел.
- 2014 год — 390 чел.

### Директора
- Стрижак, Яков Игнатьевич (1941—1943), ранее директор Новоторжокского завода противопожарного оборудования
- Легков, Александр Павлович (1943—1944)
- Балков, Павел Павлович (1944—1946)
- Шмаев М. А. (1946—1948)
- Суязов, Николай Ддитриевич (1948—1952)
- Луговкин, Михаил Андреевич (1952—1955)
- Пузощатов, Александр Григорьевич (1955—1964)
- Вольнов, Афанасий Васильевич (1964—1973)
- Сидоренко, Николай Иванович (1973—1987)
- Суслов, Анатолий Андреевич (1987—1990)
- Качесов, Александр Валерьевич (1990—1995)
- Вакульченко В. А. (февраль 1995 — август 1997)
- Казаков, Владимир Николаевич, внешний управляющий (июль 1998 — апрель 2000), директор (апрель 2000 — апрель 2010)
- Сочнев, Михаил Евгеньевич (2010 — 18 марта 2014)
- Фет, Олег Львович (2014—ноябрь 2014)
- Федулов, Михаил Владимирович (декабрь 2014—август 2016)
- Казаков, Владимир Николаевич (c 9 сентября 2016)

### Награды коллектива
- Орден Октябрьской Революции — 1 чел. (Гаврилов Владимир Максимович, 1971)
- Орден Трудового Красного Знамени — 5 чел. (Вольнов Афанасий Васильевич, Миненков Юрий Петрович, Шульгин Иван Фёдорович, Шеленков Леонид Павлович, Севостьянов Геннадий Викторович)
- Орден «Знак Почёта» — 6 чел. (Сидоренко Николай Иванович, директор, 1973, Могильников Александр Васильевич, Семёнов Аркадий Иванович, Щеголеватых Василий Михайлович, Сергеев Николай Денисович, Кудинова Александра Ильинична)
- Орден Трудовой Славы III степени — 8 чел. (Асанов Борис Васильевич, Иванова Александра Трофимовна, Герасимов Михаил Захарович, Попов Анатолий Андреевич, Степанов Анатолий Александрович, Никитина Лидия Дмитриевна, Мелешкевич Сергей Сергеевич, Щеленков Леонид Павлович, Шульгин Иван Фёдорович)
- Заслуженный машиностроитель Российской Федерации — 2 чел. (Никитина Лидия Дмитриевна, Семёнов Алексей Александрович)[8]